# 마스타니 고스케
마스타니 고스케(일본어: 増谷 幸祐, 1993년 7월 1일 ~ )는 일본의 전 축구 선수이다.

## 구단 경력
그는 2016년부터 2024년까지 J리그의 FC 류큐, 파지아노 오카야마, 가이나레 돗토리에서 활동하였다.